# 구리야마 유키
구리야마 유키(일본어: 栗山 裕貴, 1988년 9월 15일 ~ )는 일본의 전 축구 선수이다.

## 구단 경력
과거 사간 도스에서 활동하였다.